# Monomontia lawrencei
Monomontia lawrencei is een hooiwagen uit de familie Triaenonychidae.